# Ellens dritter Gesang

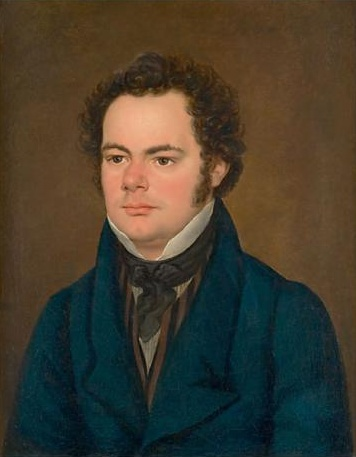
Retrato de Franz Schubert hecho por Franz Eybl (1827)

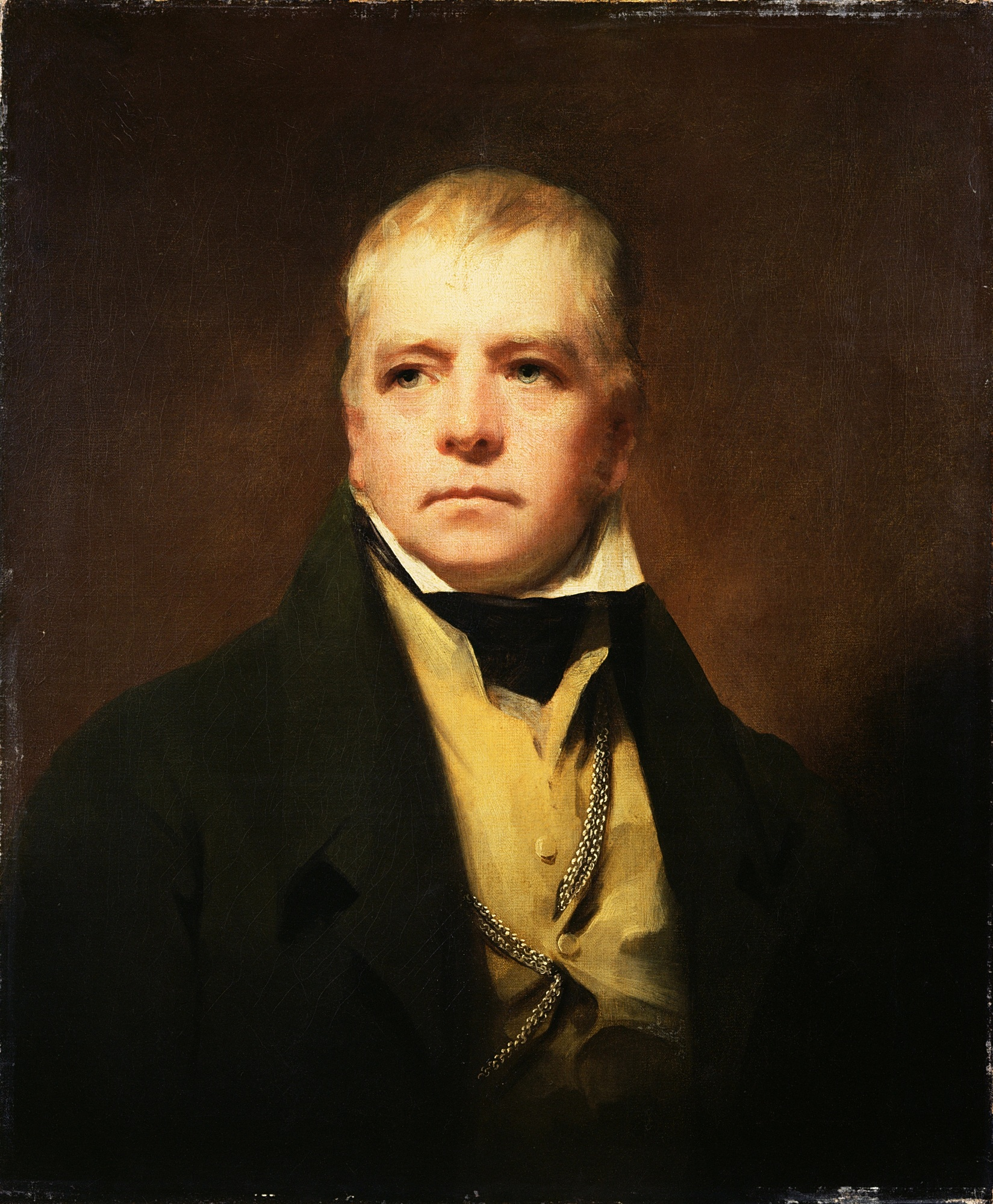
Walter Scott

«Ellens dritter Gesang» («Ellens Gesang III», D. 839, Op. 52 n.º 6), en español «Tercera canción de Ellen», es un lied compuesto por Franz Schubert en 1825. Es una de sus obras más populares, grabada por un gran número y una gran variedad de cantantes con el título de «Ave Maria» en arreglos que difieren de la letra original. Franz Liszt hizo tres arreglos para piano.

## Historia
La pieza es conocida a menudo como el «Ave Maria» de Schubert, pero fue compuesta originalmente como un lied (“canción”) que Schubert escribió, basado en el poema épico de Walter Scott The Lady of the Lake (La dama del lago), en una traducción al alemán realizada por Adam Storck , y por lo tanto forma parte del Liederzyklus vom Fräulein vom See de Schubert. En el poema de Scott, la dama es el personaje de Ellen Douglas, siendo el lago el loch Katrine, en las Tierras Altas de Escocia (Trossachs). En la historia, que se centra en las luchas entre los clanes escoceses, Ellen se ha ido con su padre, James Douglas, conde de Bothwell, a esconderse en la cercana «cueva del Duende» para evitar la venganza del rey James contra Roderick Dhu, el jefe del clan Alpin, quien los había cobijado desde que el rey los exilió. Ella canta una oración dirigida a la Virgen María, invocando su ayuda. Roderick Dhu, que está en lo más alto de la montaña guiando al clan a la guerra, oye su canción.
Se dice que la pieza fue interpretada por primera vez en el castillo de la condesa Sophie Weissenwolff en la pequeña ciudad austriaca de Steyregg, y que estaba dedicada a ella, lo que la llevó a ser conocida como «la dama del lago».
El texto habla de las desgracias de Ellen y su padre. Las palabras de apertura de cada estrofa, así como el estribillo, a saber, «Ave Maria», pudieron haber conducido a la idea de adaptar la melodía de Schubert como un arreglo para el texto de la oración tradicional católica del avemaría en latín. Ha sido tan frecuente su uso en ese sentido que la opinión popular suele creer erróneamente que Schubert escribió esa música para acompañar esa oración.

## Posición dentro del ciclo
En 1825, Schubert compuso una selección de siete canciones sobre La dama del lago de Walter Scott. Fueron publicadas en 1826 como su op. 52. Las canciones no están destinadas a un intérprete o ejecutante individual: las tres canciones de Ellen son para una voz de mujer acompañada al piano, mientras que las canciones de Norman y el conde de Douglas fueron destinados al barítono Johann Michael Vogl. Las otras dos canciones están escritas una para cuarteto de voces masculinas y la otra para coro femenino.
1. «Ellens Gesang I», D 837: “Raste, Krieger, Krieg ist aus,...” (“Descansad, soldados, la guerra ha terminado,...”)
2. «Ellens Gesang II», D 838: “Jäger, ruhe von der Jagd!...” (“¡Cazadores, reposad de la caza!...”)
3. «Bootgesang», D 835: “Triumph er naht,...” (“El triunfo se acerca,...”), para cuarteto vocal masculino
4. «Coronach» (Canto fúnebre para mujeres), D 836: “Er ist uns geschieden...” (“Él ha llegado a la montaña...”), para coro femenino
5. «Normans Gesang», D 846: “Die Nacht bricht bald herein,...” (“La noche caerá pronto,...”)
6. «Ellens Gesang III» (Himno a la Virgen), D 839: “Ave Maria! Jungfrau mild!...” (“¡Ave María! ¡Dulce doncella!...”)
7. «Lied des gefangenen Jägers», D 843: “Mein Roß so müd'...” (“Mi corcel está cansado...”)

Schubert compuso los textos de las canciones en lengua alemana. Sin embargo, con la excepción de la n.º 5, tenía la clara intención de publicar las canciones con los textos originales en inglés. Esto significaba encontrar las correspondencias a las traducciones, a veces muy libres, de Storck, por lo que hubo bastantes dificultades.

## Texto
Se indica a continuación el texto original alemán, la traducción española y el himno a la Virgen de sir Walter Scott.
| Original | Traducción | Himno a la Virgen de Walter Scott |
| --- | --- | --- |
| Ave Maria! Jungfrau mild, Erhöre einer Jungfrau Flehen, Aus diesem Felsen starr und wild Soll mein Gebet zu dir hinwehen. Wir schlafen sicher bis zum Morgen, Ob Menschen noch so grausam sind. O Jungfrau, sieh der Jungfrau Sorgen, O Mutter, hör ein bittend Kind! Ave Maria! Ave Maria! Unbefleckt! Wenn wir auf diesen Fels hinsinken Zum Schlaf, und uns dein Schutz bedeckt, Wird weich der harte Fels uns dünken. Du lächelst, Rosendüfte wehen In dieser dumpfen Felsenkluft. O Mutter, höre Kindes Flehen, O Jungfrau, eine Jungfrau ruft! Ave Maria! Ave Maria! Reine Magd! Der Erde und der Luft Dämonen, Von deines Auges Huld verjagt, Sie können hier nicht bei uns wohnen. Wir woll'n uns still dem Schicksal beugen, Da uns dein heil'ger Trost anweht; Der Jungfrau wolle hold dich neigen, Dem Kind, das für den Vater fleht. Ave Maria! | ¡Ave María! Virgen piadosa, Escucha el ruego de una doncella, Desde esta roca rígida y salvaje Mi oración llegará a ti. Dormimos protegidos hasta la mañana, Aun si los hombres son tan crueles. Oh Virgen, mira las penas de la doncella, ¡Oh Madre, escucha a una hija suplicante! ¡Ave María! ¡Ave María! ¡Inmaculada! Si sobre esta roca caemos En sueño, y tú nos proteges bajo tu manto, La dura piedra nos parecerá suave. Sonríes, y el aroma de las rosas flota Sobre este abismo sin aire. Oh Madre, escucha la súplica de una hija, ¡Oh Virgen, una doncella te llama! ¡Ave María! ¡Ave María! ¡Servidora pura! Los demonios de la tierra y el aire, Ahuyentados del favor de tus ojos, No pueden vivir aquí con nosotros. Queremos someternos tranquilos al destino, Puesto que tu consuelo sanador sopla sobre nosotros; Ten piedad de inclinarte hacia la doncella, Hacia la niña que suplica por el Padre. ¡Ave María! | Ave Maria! maiden mild! Listen to a maiden's prayer! Thou canst hear though from the wild; Thou canst save amid despair. Safe may we sleep beneath thy care, Though banish'd, outcast and reviled – Maiden! hear a maiden's prayer; Mother, hear a suppliant child! Ave Maria! Ave Maria! undefiled! The flinty couch we now must share Shall seem with down of eider piled, If thy protection hover there. The murky cavern's heavy air Shall breathe of balm if thou hast smiled; Then, Maiden! hear a maiden's prayer, Mother, list a suppliant child! Ave Maria! Ave Maria! undefiled! The flinty couch we now must share Shall seem with down of eider piled, If thy protection hover there. The murky cavern's heavy air Shall breathe of balm if thou hast smiled; Then, Maiden! hear a maiden's prayer, Mother, list a suppliant child! Ave Maria! |

## Uso en la película de DisneyFantasia

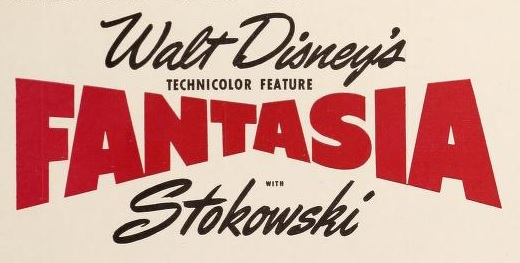
Anuncio de la película en 1942

Walt Disney usó la canción de Schubert en la parte final de su película Fantasia, donde la encadenó con la melodía de Una noche en el Monte Pelado de Modest Músorgski en uno de los más famosos pastiche. El final de la obra de Músorgski combina casi sin interrupción con el principio de la melodía de Schubert, y como Deems Taylor observó, las campanadas de Una noche en el Monte Pelado, originalmente quieren señalar la llegada del amanecer, que causa que el demonio Chernobog detenga su obscuro culto y los fantasmas retornen a las tumbas, pareciendo que las campanadas de la iglesia señalan el principio de los oficios religiosos. Se muestra una procesión de monjes caminando. Esta versión tiene también tres estrofas, como el original de Schubert, pero solo la tercera estrofa aparece en la película (un verso de la última estrofa se repite parcialmente para mostrar como se canta en la película):
| Ave Maria! Now your ageless bell so sweetly sounds for listening ears, from heights of Heaven to brink of Hell in tender notes have echoed through the years. Aloft from earth's far boundaries Each poor petition, every prayer, the hopes of foolish ones and wise must mount in thanks or grim despair. Ave Maria! | Ave Maria! You were not spared one pang of flesh, or mortal tear; So rough the paths your feet have shared, So great the bitter burden of your fear. Your heart has bled with every beat. In dust you laid your weary head, the hopeless vigil of defeat was yours and flinty stone for bread Ave Maria! | Ave Maria! Heaven's Bride. The bells ring out in solemn praise, for you, the anguish and the pride. The living glory of our nights, of our nights and days. The Prince of Peace your arms embrace, while hosts of darkness fade and cower. Oh save us, mother full of grace, In life and in our dying hour, Ave Maria! |

La versión interpretada en Fantasía es un arreglo de Leopold Stokowski especialmente hecho para la película, y difiere de la versión original, que es para voz solista y piano. La versión de la película es para soprano y coro mixto, acompañados por la sección de cuerdas de la Philadelphia Orchestra. La solista es Julietta Novis. La escena del Ave Maria fue posteriormente adaptada como película de fondo para el villancico «Noche de paz» en el video Very Merry Christmas Songs, que forma parte de la serie de videos Disney conocidos en español como Canta con nosotros.

## Resonancias culturales
Entre las interpretaciones más famosas destaca la de la cantante brasileña Carmen Monarcha.
El grupo BanYa crea una adaptación del tema con el título de "Maria" para el juego de simulación de baile Pump It Up.
Además de la versión de Amira Willighagen quien canto la misma en las semifinales del concurso de talentos Holland's Got Talent en 2013.
Junto con el Ave María de Bach/Gounod y Offenbach, el Ave María de Schubert se ha convertido en un elemento habitual en los funerales, las misas de boda y las quinceañeras.